# Сьюзен Форман
Сьюзен Форман (англ. Susan Foreman), впоследствии Сьюзен Кэмпбелл (англ. Susan Campbell) — персонаж британского научно-фантастического сериала «Доктор Кто», сыгранный британской актрисой Кэрол Энн Форд. Является внучкой главного героя Доктора и первой спутницей в сериале, появившись в первом эпизоде истории «Неземное дитя» и путешествовав с Первым Доктором в первом и втором сезонах (1963—1964). В аудиокомментариях к серии «Неземное дитя» Кэрол Энн Форд упоминает о том, что команде сериала в 1960-х было дано слишком мало информации о Сьюзен и поэтому они с Уилльямом Хартнеллом придумывали идеи о Сьюзен сами. Форд повторно исполнила роль Сьюзен в серии к 20-летию сериала «Пять Докторов» (1983), спецвыпуске к 30-летию «Измерения во времени» (1993) и 15-м сезоне возрождённого сериала (2025).

## История персонажа

### Ранняя жизнь
В первой серии сюжетной арки «Неземное дитя» Сьюзен говорит, что родилась в 49 веке. Так как она с планеты Галлифрей, этому нет подтверждения.
Существуют два источника, которые объясняют, как Сьюзен и Доктор начали путешествовать вместе. Один, связанный с Мастером, описывает Сьюзен как Леди Ламу, современницу Доктора, которую он спас из гражданской войны на Галлифрее. В другом источнике Доктор впервые встретил Сьюзен во время Тёмных Времён античного Галлифрея. Она признала его за своего дедушку, который пришёл спасти её от раскола общества. Сьюзен является последним ребёнком, рождённым перед наложением Проклятия Пифии на Галлифрей, и внучкой Повелителя Времени Другого (англ. the Other).

### Путешествуя с Доктором
На планете Ива, колонизированной людьми, девушка Джилл дала Сьюзен её текущее имя в честь своей матери. О ранней жизни Сьюзен с Доктором до 1963 года больше ничего не известно.
Когда они прибыли в 1963 год, Доктор отдал Сьюзен в школу Коал Хилл. В этой же школе работали Барбара Райт и Иэн Честертон. Сьюзен взяла себе фамилию Форман по названию свалки, на которой они с Доктором прятали ТАРДИС. Как и все подростки, Сьюзен любила поп-музыку. Обладала поразительными знаниями по всем предметам, чем она и заинтересовала своих учителей — Иэна и Барбару. Они проследили за ней и обнаружили на свалке ТАРДИС. Доктор похитил учителей и отправил их, в том числе и Сьюзен, в доисторический период. Но он не успел починить ТАРДИС, которая была в неисправности, и теперь им нужно было найти путь домой.
После многих путешествий ТАРДИС приземлилась в 22 веке, во время вторжения далеков. Там Сьюзен влюбилась в борца за свободу — Дэвида Кэмпбелла. Доктор знал, что Сьюзен никогда не оставит ТАРДИС по собственной воле. Поэтому прежде чем она решила, с кем остаться, он запер дверь в ТАРДИС, попрощался с ней и сказал, что когда-нибудь вернётся.

### Жизнь после Доктора
После двадцати лет на Земле Боруса, президент Галлифрея, поймал Сьюзен с помощью Временного Ковша и поместил её в Мёртвую Зону на Галлифрей. Сьюзен встретила своего дедушку в пятом воплощении. Позже Доктор вернул её обратно в свою временную линию.
После, на Земле, Сьюзен и Дэвид нашли трёх далеков, которых позже назвали Иэном, Барбарой и Дэвидом Кэмпбеллом Младшим. Сьюзен и Дэвид не могли иметь детей. Те годы, которые Сьюзен провела на Земле, создали множество проблем как для неё, так и для Дэвида. Она не росла в таком же темпе, как росли люди, и поэтому ей пришлось скрывать свой возраст. После 30 лет жизни на Земле она выглядела на 18. В 2199 году Сьюзен встретила Мастера, который впоследствии похитил её. Он взял её на планету Терсурус, где она, как думала, убила его и сбежала на ТАРДИС.
В 404 номере журнала Doctor Who Magazine было объявлено, что Сьюзен появится в аудио-драме с Восьмым Доктором в декабре 2009. В приключениях будет присутствовать взрослая Сьюзен и события будут происходить после серии «Вторжение далеков на Землю». Сьюзен будет матерью.

### Судьба Сьюзен
Последующая судьба Сьюзен неизвестна. По словам девятого и десятого Докторов, все жители Галлифрея, кроме него и Мастера, погибли в Войне Времени. Но Второй Доктор говорил Виктории Ватерфилд, что вся его семья уже мертва. Кроме того, в десятом воплощении, разговаривая с Донной об отцовстве, он сказал, что всё, что есть у родителей, он потерял «давным-давно». Тем не менее он сказал Марте Джонс, что оставил Сьюзен в будущем с борцом за свободу, которого она любила.
Однако следует учитывать, что Доктор дважды ошибался насчёт судьбы своей расы; он считал, что остался последним Повелителем Времени (но Мастер тоже выжил) и что Галлифрей уничтожен в конце Войны Времени (что, как оказалось, также было неверно). Судьба Сьюзен, таким образом, остаётся под вопросом.
Сьюзен в исполнении Кэрол Энн Форд вернулась в серии «Межзвёздный конкурс песни» (2025) 15-го сезона возрождённого сериала.

## Родственники
В сериале не уточняется кем были её родители и какова её степень родства с Доктором, но они называли друг друга дедушкой и внучкой. Дженни, созданная из ДНК Десятого Доктора, может являться биологической тётей Сьюзен. Также Доктор делал некоторые упоминания о других членах семьи, включая брата и детей. Если предположить, что между ней и Доктором существует биологическая связь, то все родственники Доктора фактически являются и её родственниками тоже.

## Связь с Доктором
Если Сьюзен является внучкой Доктора, то она является и жителем планеты Галлифрей. Её описание своей родной планеты в сюжетной арке «Сенсориты» совпадает с тем, как впоследствии Десятый Доктор описывал Галлифрей. Также Сьюзен была в полной мере знакома с историей и местностью Галлифрея, когда она и Пятый Доктор прибыли в Мёртвую Зону.
В аудиокомментариях к сюжетной арке эпизода «Неземное дитя» актриса Кэрол Энн Форд указывает, что предположения о том, что Сьюзен не внучка Доктора, были выдвинуты только в 1990-х.

## Появления в «Докторе Кто»

### Эпизоды
| Номер | # | Эпизод             | Оригинальное название   | Сценарист       | Режиссёр                        | Дата выхода                      | Код |
| ----- | - | ------------------ | ----------------------- | --------------- | ------------------------------- | -------------------------------- | --- |
| 001   | 1 | Неземное дитя      | An Unearthly Child      | Энтони Кобёрн   | Уорис Хуссеин                   | 23 ноября — 14 декабря 1963      | A   |
| 002   | 2 | Далеки             | The Daleks              | Терри Нэйшн     | Ричард Мартин и Кристофер Бэрри | 21 декабря 1963 — 1 февраля 1964 | B   |
| 003   | 3 | Грань уничтожения  | The Edge of Destruction | Дэвид Уайтэйкер | Ричард Мартин и Фрэнк Кокс      | 8-15 февраля 1964                | C   |
| 004   | 4 | Марко Поло         | Marco Polo              | Джон Лукаротти  | Уорис Хуссеин                   | 22 февраля-4 апреля 1964         | D   |
| 005   | 5 | Ключи Маринуса     | The Keys of Marinus     | Терри Нэйшн     | Джон Горри                      | 11 апреля-16 мая 1964            | E   |
| 006   | 6 | Ацтеки             | The Aztecs              | Джон Лукаротти  | Джон Крокетт                    | 23 мая-13 июня 1964              | F   |
| 007   | 7 | Сенсориты          | The Sensorites          | Питер Р. Ньюмэн | Мервин Пинфилд и Фрэнк Кокс     | 20 июня-1 августа 1964           | G   |
| 008   | 8 | Господство террора | The Reign of Terror     | Деннис Спунер   | Генрих Хирч и Джон Горри        | 8 августа-12 сентября 1964       | H   |

| Номер | #  | Эпизод                     | Оригинальное название       | Сценарист   | Режиссёр                        | Дата выхода               | Код |
| ----- | -- | -------------------------- | --------------------------- | ----------- | ------------------------------- | ------------------------- | --- |
| 009   | 9  | Планета гигантов           | Planet of Giants            | Льюис Маркс | Мерфин Пинфилд и Дуглас Кэмфилд | 31 октября-14 ноября 1964 | J   |
| 010   | 10 | Вторжение далеков на Землю | The Dalek Invasion of Earth | Терри Нэйшн | Ричард Мартин                   | 21 ноября-26 декабря 1964 | K   |

| Номер | #  | Эпизод        | Оригинальное название | Сценарист    | Режиссёр     | Дата выхода    | Код |
| ----- | -- | ------------- | --------------------- | ------------ | ------------ | -------------- | --- |
| 130   | 11 | Пять Докторов | Five Doctors          | Терранс Дикс | Питер Моффат | 23 ноября 1983 | 6K  |

| Номер | #  | Эпизод               | Оригинальное название | Сценарист                       | Режиссёр          | Дата выхода       | Код   |
| ----- | -- | -------------------- | --------------------- | ------------------------------- | ----------------- | ----------------- | ----- |
| 156   | 12 | Измерения во времени | Dimensions in Time    | Джон Нэтан-Тернер и Дэвид Роден | Стюарт МакДональд | 26-27 ноября 1993 | C280X |

| Номер | # | Эпизод                    | Оригинальное название         | Сценарист         | Режиссёр             | Дата выхода |
| ----- | - | ------------------------- | ----------------------------- | ----------------- | -------------------- | ----------- |
| 318   | 6 | Межзвёздный конкурс песни | The Interstellar Song Contest | Джуно Доусон      | Бен А. Уильямс       | 17 мая 2025 |
| 317a  | 7 | Мир желаний               | Wish World                    | Расселл Ти Дейвис | Алекс Санджив Пиллай | 24 мая 2025 |

### Фильмы
| Номер | # | Эпизод                     | Оригинальное название           | Сценарист   | Режиссёр       | Дата выхода     | Код |
| ----- | - | -------------------------- | ------------------------------- | ----------- | -------------- | --------------- | --- |
|       |   | Доктор Кто и далеки        | Dr. Who and the Daleks          | Терри Нэйшн | Гордон Флеминг | 23 августа 1965 |     |
|       |   | Вторжение далеков на Землю | Daleks — Invasion Earth 2150 AD | Терри Нэйшн | Гордон Флеминг | 5 августа 1966  |     |

### Радио-драмы
| Название                            | Оригинальное название               | Автор        | Актриса    | Дата выхода |
| ----------------------------------- | ----------------------------------- | ------------ | ---------- | ----------- |
| Что же случилось со Сьюзен Фореман? | Whatever Happened to Susan Foreman? | Адриан Мурби | Джейн Эшер | 9 июля 1994 |

### Аудио-драмы
| Название    | Оригинальное название | Автор      | Дата выхода  |
| ----------- | --------------------- | ---------- | ------------ |
| Земное дитя | An Earthly Child      | Марк Платт | Декабрь 2009 |

| Название                     | Оригинальное название  | Автор          | Дата выхода  |
| ---------------------------- | ---------------------- | -------------- | ------------ |
| Здесь могут водиться монстры | Here There Be Monsters | Энди Лейн      | 31 июля 2008 |
| Прохождение Венеры           | Transit of Venus       | Джаклин Райнер | январь 2009  |

| Название      | Оригинальное название | Автор         | Дата выхода   |
| ------------- | --------------------- | ------------- | ------------- |
| Старая мораль | Auld Mortality        | Марк Платт    | май 2003      |
| Гром Ангелов  | A Storm of Angels     | Марк Платт    | январь 2005   |
| Конечный срок | Deadline              | Роберт Ширман | сентябрь 2003 |

### Книги
| Название             | Оригинальное название | Автор     | Дата выхода |
| -------------------- | --------------------- | --------- | ----------- |
| Огонь уничтожает всё | All-Consuming Fire    | Энди Лейн | июнь 1994   |

| Название       | Оригинальное название     | Автор           | Дата выхода |
| -------------- | ------------------------- | --------------- | ----------- |
| Ученик Чародея | The Sorcerer’s Apprentice | Кристофер Булис | июнь 1995   |

| Название                   | Оригинальное название | Автор           | Дата выхода   |
| -------------------------- | --------------------- | --------------- | ------------- |
| Охотники на ведьм          | The Witch Hunters     | Стив Лионс      | 2 марта 1998  |
| Город на краю света        | City at World’s End   | Кристофер Булис | сентябрь 1999 |
| Путешественники во времени | The Time Travellers   | Саймон Гвирир   | ноябрь 2005   |

| Название         | Оригинальное название | Автор    | Дата выхода |
| ---------------- | --------------------- | -------- | ----------- |
| Наследие далеков | Legacy of the Daleks  | Джон Пил | апрель 1998 |

| Название            | Оригинальное название | Автор      | Дата выхода  |
| ------------------- | --------------------- | ---------- | ------------ |
| Время и родственник | Time and Relative     | Ким Ньюмен | ноябрь 2001  |
| Напуганный          | Frayed                | Тара Саммс | октябрь 2003 |

### Комиксы
| Название          | Оригинальное название | Автор                         | Опубликовано в              |
| ----------------- | --------------------- | ----------------------------- | --------------------------- |
| Операция «Протей» | Operation Proteus     | Гэрет Робертс и Мартин Герати | Doctor Who Magazine 231—233 |
| Пустая Земля      | Ground Zero           | Скотт Грэй и Мартин Герати    | Doctor Who Magazine 238—242 |

Также Сьюзен появлялась в 21 коротком рассказе.